# 1996年珠穆朗瑪峰事故
1996年珠穆朗玛峰事故是指1996年5月10日至11日于珠穆朗玛峰上发生的一系列攀登事故。著名登山家羅伯特·哈爾和史考特·費雪等15名登山者在登頂過程中遭遇强烈暴風雪，使1996年成为2014年珠穆朗玛峰雪崩事故以及2015年4月尼泊尔地震发生前攀登珠峰罹難人數最多的一年。

## 珠峰南坡路线
以下是1996年5月10日起，计劃經由南坡和東南山脊路線登頂的登山隊伍。

### 冒險顧問（Adventure Consultants）登山隊
1996年珠峰攀登，由老闆兼領隊的羅伯特·哈爾（Robert 『Rob』 Hall）和另兩名領隊率領：
- 羅伯特·哈爾（Robert 『Rob』 Hall），擔任探險队长，後受困於南峰失溫死亡。（35歲，歿）
- 麥可·格鲁姆（Michael Groom）
- 安德魯·哈里斯（英语：Andy Harris (mountain guide)）（Andrew 『Harold』Harris）（31歲，歿）

#### 客戶
- 弗蘭克·菲施贝克（Frank Fischbeck）（53歲）a：曾嘗試攀登珠穆朗瑪峰三次
- 道格·韓森（Doug Hansen）（46歲，歿）：曾在1995年嘗試攀登珠穆朗瑪峰，在1996年攻頂後下山途中在希拉瑞台階（Hillary Step）摔下山死亡。
- 斯圖爾特（Stuart Hutchison）（34歲）：團隊中年紀最年輕的成員，曾有8000米高山攀登經驗，包括1988年K2冬季遠征，1992年布洛阿特峰遠征，1994年珠穆朗瑪峰北側遠征。
- 盧·凯西斯凯克（Lou Kasischke）（53歲）：已攀登過六座七大洲最高峰。
- 喬恩·克拉庫爾（Jon Krakauer）（41歲）：新聞工作者，沒有8000米高山攀登經驗。應「戶外」雜誌主編之邀約為攀爬聖母峰撰稿，但自己對於攻頂聖母峰也極有興趣。透過主編的詢問，原本想加入美國山嶽狂熱（Mountain Madness）登山隊，但因爲團費協調未果，所以在出發前一個月改加入了紐西蘭的冒險顧問登山隊。
- 難波康子（日语：難波康子）（Namba Yasuko）（47歲，歿）：已攀登過六座七大洲最高峰，在四號營地外失溫死亡。
- 约翰·塔斯凯（John Taske）（56歲） ：團隊中年紀最老的成員，沒有8000米高山攀登經驗
- 貝克·威瑟斯（Beck Weathers）（49歲）：沒有8000米高山攀登經驗，受困於四號營地外難波康子身旁，奇蹟似生還獲救。

a.^ 括号内都为年龄，计算截止到1996年。

### 山嶽狂熱（Mountain Madness） 登山隊
史考特·費雪（Scott Fischer）是Mountain Madness的老闆兼領隊。

#### 領隊
- 史考特·費雪（Scott Fischer）（40歲，歿）：在希拉蕊臺階（Hillary Step）上高山症發作失溫死亡。
- 尼爾·貝德曼（Neal Beidleman）
- 安納托利·波克里夫（Anatoli Boukreev）

#### 客戶
- 馬丁·亞當斯（Martin Adams）（47）：已經攀登過阿空加瓜山，丹奈利峰和乞力馬扎羅山
- 夏洛特·福克斯（Charlotte Fox）（38） ：已經攀登過科羅拉多州所有（53座）高度14,000英尺（4,267米）以上的山峰和兩座8000米山峰（加舒爾布魯木II峰和卓奧友峰）
- Lene Gammelgaard（35）：經驗豐富的登山家
- 戴爾·克魯澤（Dale Kruse）（45）：史考特·費雪的多年朋友
- 蒂姆·馬德森（Tim Madsen）（33）：攀登過科羅拉多州和加拿大落磯山脈，沒有8000米高山攀登經驗
- 桑迪·希爾·皮特曼（Sandy Hill Pittman）（41）：已攀登過六座七大洲最高峰
- Klev Schoening（38） ：皮特·斯古因的侄子；美國前國家速降滑雪運動員，沒有8000米高山攀登經驗
- 皮特·斯古因（Klev Schoening）（68）：已攀登過加舒爾布魯木I峰和文森山。

### 中華民國珠穆朗瑪峰遠征隊
中華民國登山家高銘和帶領中華民國珠穆朗瑪峰遠征隊於1996年4月初出發，共有13名成員。最後決定登頂珠穆朗瑪峰只有高銘和、陳玉男、高天賜及謝祖盛，並於5月6日與7日從基地營出發。陳玉男於第三基地營失足墜落後順利返回營地，但因身體不適而折返下山，後來於第二基地營去世，之後只有高銘和獨自登頂，高天賜及謝祖盛只攀登至第二基地營。

### 印度珠穆朗瑪峰遠征隊
Tsewang Samanla、Dorje Morup、Tsewang Paljor組成印度珠穆朗瑪峰遠征隊。

## 死亡名單
| 姓名                            | 日期          | 年齡  | 探險隊                   | 國籍     | 死因                                  | 地點                                       | 參考  |
| ------------------------------- | ------------- | ----- | ------------------------ | -------- | ------------------------------------- | ------------------------------------------ | ----- |
| 陳玉男（Chen Yu-Nan）           | 1996年5月9日  | 36    | 中華民國珠穆朗瑪峰遠征隊 | 中華民國 | 跌入冰隙，重傷獲救 下山送醫途中死亡。 | 第三營往洛子山壁往下走（離冰坡底部90公尺） | [ 2 ] |
| 史考特·費雪 （Scott Fischer）   | 1996年5月11日 | 40    | 山嶽狂熱                 | 美国     | 高山症                                | 8300米東南脊                               | [ 3 ] |
| 羅伯·哈爾 （Rob Hall）          | 1996年5月11日 | 35    | 冒險顧問                 | 新西兰   | 失溫                                  | 南峰                                       | [ 3 ] |
| 道格·漢森 （Doug Hansen）       | 1996年5月11日 | 46    | 冒險顧問                 | 美国     | 跌落山谷死亡                          | 南峰                                       | [ 3 ] |
| 安德魯·哈里斯 （Andrew Harris） | 1996年5月11日 | 31    | 冒險顧問                 | 新西兰   | 失蹤                                  | 8700米東南脊                               | [ 3 ] |
| 多傑·莫洛普（Dorje Morup）      | 1996年5月11日 | 47    | 印度—西藏邊境警察        | 印度     | 失溫                                  | 8600米東北脊                               | [ 3 ] |
| 難波康子 （Namba Yasuko）       | 1996年5月11日 | 47    | 冒險顧問                 | 日本     | 失溫                                  | 南坳東端                                   | [ 3 ] |
| 澤旺·帕卓（Tsewang Paljor）     | 1996年5月11日 | 28    | 印度—西藏邊境警察        | 印度     | 失溫                                  | 8600米東北脊                               | [ 3 ] |
| 澤旺·薩門拉（Tsewang Samanla）  | 1996年5月11日 | 38    | 印度—西藏邊境警察        | 印度     | 失溫                                  | 8600米東北脊                               | [ 3 ] |
| Reinhard ·Wlasich               | 1996年5月19日 |       | 奧地利                   | 奥地利   | 高山症                                | 8300米北面, Great Couloir                  | [ 4 ] |
| Bruce ·Herrod                   | 1996年5月25日 | 37    | 南非/英國                | 英国     | 繩索故障                              | 東南脊, 希拉瑞階                           | [ 5 ] |
| Ngawang ·Topche                 | 1996年6月6日  |       | 美國                     | 尼泊尔   | 昏迷                                  | 第二營地                                   | [ 6 ] |
| Yves·Bouchon                    | 1996年9月25日 |       | 法國/比利時/瑞士         | 法國     | 雪崩                                  | 洛子峰7400米處                             | [ 7 ] |
| Lobsang ·Jangbu                 | 1996年9月25日 | 23–25 | 日本                     | 尼泊尔   | 雪崩                                  | 洛子峰7400米處                             | [ 7 ] |
| Dawa ·                          | 1996年9月25日 |       | 南韓                     | 尼泊尔   | 雪崩                                  | 洛子峰7400米處                             | [ 7 ] |

## 相關作品

### 書籍
美國《戶外》雜誌記者強·克拉庫爾在此次攀登事故中逃過一劫，於1997年將親身經歷寫成畅销書《聖母峰之死》（Into Thin Air）。
另一位倖存者俄罗斯登山运动员阿纳托利·波克里夫对克拉庫爾的著作内容表示质疑，随即和G·维斯顿·得伟合著《攀登》（The Climb: Tragic Ambitions on Everest）來反駁其說法。
其他敘述此事故的著作包含臺灣登山家高銘和的《九死一生》，以及丹麥作家Lene Gammelgaard的《攀登高峰》（Climbing High）。

### 電影
- 1997年，《超越巔峰（英语：Into Thin Air: Death on Everest）》
- 2015年，（英語：Everest）

## 書目
- Krakauer, Jon. . Doubleday. 1997. ISBN 978-0-385-49208-9.